# (8410) Hiroakiohno
(8410) Hiroakiohno est un astéroïde de la ceinture principale.

## Description
(8410) Hiroakiohno est un astéroïde de la ceinture principale. Il fut découvert le 24 août 1996 à Kushiro par Seiji Ueda et Hiroshi Kaneda. Il présente une orbite caractérisée par un demi-grand axe de 3,23 UA, une excentricité de 0,17 et une inclinaison de 2,7° par rapport à l'écliptique.

## Compléments